# Lommestenen
Lommestenen er en større sten beliggende i Isefjorden, ud for Stokkebjerg Skov. Stenen bliver regnet som den største sten i Odsherred. Stenen er rammen om et troldesagn.

## Troldesagnet
| Citat | Ovre på den modsatte bred af fjorden boede en mægtig kæmpe. Der blev i hans tid bygget en mængde kirker, og det var en plage for den gamle at høre på al den klokkeringning. Da han en fik at se, at der var bleven rejst en kirke i Egebjerg et stykke vej ovenfor Stokkebjerg Skov, blev han gram i hu, tog en sten og tog sigte på Egebjerg kirke. Den må imidlertid have været for svær, for den dumpede i vandet lige ved skoven og der ligger den endnu. Man kan tydeligt se mærke af kæmpens fem fingre på den ene flade. | Citat |
|       | |       |